# John Alfred Valentine Butler
John Alfred Valentine Butler (Winchcombe, 14 febbraio 1899 – 16 luglio 1977) è stato un chimico e fisico inglese.

## Biografia
John Alfred Valentine Butler si laureò all'Università di Birmingham nel 1927.
I suoi studi si concentrarono sulla cinetica elettrochimica. In particolare a lui si deve la formulazione dell'equazione di Butler-Volmer (assieme a Max Volmer), che lega la corrente elettrica circolante in un elettrodo con il potenziale di elettrodo nel caso di controllo per trasferimento di carica.
Svolse diversi studi sul cancro al Chester Beatty Research Institute e sulla cinetica chimica degli enzimi all'Istituto Courtauld di Biochimica; in particolare fu il primo a svolgere studi cinetici sulla tripsina (nel 1941).

## Libri e pubblicazioni
- The Fundamentals of Chemical Thermodynamics (1935).[2]
- Electrocapillarity (1940).
- Man is a microcosm (1950).
- Science and human life (1957).
- The site of protein synthesis in Bacillus megaterium (1958).
- Inside the living cell; some secrets of life (1959).
- Gene control in the living cell (1968).
- The life process (1970).